# Eulerkraft
In der klassischen Mechanik ist die Eulerkraft (benannt nach Leonhard Euler) die auf einen Körper wirkende Scheinkraft, die in einem rotierenden Bezugssystem oder allgemein beschleunigten Bezugssystem auftritt, wenn sich die Winkelgeschwindigkeit des Bezugssystems zeitlich ändert.
Der Name wurde 1949 von Cornelius Lanczos in seinem Buch The Variational Principles of Mechanics eingeführt, wobei er gleichzeitig darauf hinwies, dass zu dieser Zeit kein allgemein gebräuchlicher Name für diese Trägheitskraft existierte.

## Allgemeines
Die Eulerkraft ist gegeben durch:
{\displaystyle {\begin{aligned}{\vec {F}}_{\mathrm {Euler} }&=-m\cdot {\frac {\mathrm {d} {\vec {\omega }}}{\mathrm {d} t}}\times {\vec {r}}\\&=-m\cdot {\vec {\alpha }}\times {\vec {r}}\end{aligned}}}
mit
- der Winkelgeschwindigkeit {\displaystyle {\vec {\omega }}} des Bezugssystems,
- der Winkelbeschleunigung {\displaystyle {\vec {\alpha }}} des Bezugssystems,
- dem Ortsvektor {\displaystyle {\vec {r}}} des Punktes im Bezugssystem.

Die Eulerbeschleunigung {\displaystyle {\vec {a}}_{\mathrm {Euler} }} (auch Azimutalbeschleunigung oder Transversalbeschleunigung; in der Physik ist die Bezeichnung „Eulerbeschleunigung“ kaum gebräuchlich) wird durch die Winkelbeschleunigung des Bezugssystems hervorgerufen:
{\displaystyle {\vec {a}}_{\mathrm {Euler,TM} }={\vec {\alpha }}\times {\vec {r}}}
Die Eulerbeschleunigung gibt in der Technischen Mechanik (daher der Index TM) den von {\displaystyle {\vec {\alpha }}={\tfrac {\mathrm {d} {\vec {\omega }}}{\mathrm {d} t}}={\dot {\vec {\omega }}}} abhängigen Teil der Führungsbeschleunigung an, die ein Punkt erfahren würde, der fest mit dem Bezugssystem verbunden ist. Er kommt durch die ungleichförmige Drehbewegung des Bezugssystems zustande.
Die oben definierte Eulerkraft ist der zugehörige Trägheitswiderstand:
{\displaystyle \Rightarrow {\vec {F}}_{\mathrm {Euler} }=-m\cdot {\vec {a}}_{\mathrm {Euler,TM} }}

## Beispiele

### Anfahrendes Karussell
Dies ist ein Beispiel für eine zeitliche Änderung der Rotationsgeschwindigkeit.
Ein Kind, das in einem Kinderkarussell auf einem Pferd sitzt, spürt beim Anfahren die Folgen der Trägheit, da es im Inertialsystem nicht gleichförmig bewegt wird. Es muss sich festhalten, um nicht herunter zu fallen. In einem beschleunigt rotierenden Bezugssystem mit Ursprung auf der Drehachse wird dies der Wirkung der Eulerkraft zugeschrieben. Die Richtung der Eulerkraft liegt hier in der Rotationsebene senkrecht zur Zentrifugalkraft. In diesem Beispiel mit fester Richtung der Drehachse ist die Eulerkraft nichts anderes als die Trägheitskraft {\displaystyle -m{\vec {a}}}, die ein Körper jeder Beschleunigung seiner Bewegung entgegensetzt ({\displaystyle m} ist die Masse des Körpers und {\displaystyle {\vec {a}}} die Beschleunigung ihrer Bahngeschwindigkeit).
Falls sich das Kind beim ruckartigen Anfahren nicht festhält, spürt es keine Trägheitskraft, rutscht aber nach hinten vom Pferd herunter. Von außen betrachtet bleibt seine Position unverändert, und das Pferd unter ihm fährt davon. Von einem Standpunkt in dem obigen beschleunigt rotierenden Bezugsystem aus erscheint das Kind aber nach hinten beschleunigt, was in diesem Bezugssystem als Folge der Eulerkraft {\displaystyle {\vec {F}}_{\mathrm {Euler} }} interpretiert wird.

### Kippen der Drehachse
Neigt sich bei gleichbleibender Drehgeschwindigkeit eines Karussells die Karussellachse zunehmend nach einer Seite, so erfährt die mitfahrende Person die Eulerkraft zweimal pro Umdrehung besonders stark. Die Eulerkraft ist immer dann maximal, wenn der Ortsvektor der Person gerade senkrecht auf der Ebene steht, in der die Neigung sich vollzieht. Zu diesem Zeitpunkt zeigt die Bahnkurve, zusätzlich zur Krümmung aufgrund der Drehbewegung in der augenblicklichen Bahnebene des Karussells, eine maximale Krümmung weg von der Bahnebene. Dagegen ist die Eulerkraft zu den Zeitpunkten Null, wenn die Bahnkurve der Person durch die Ebene geht, in der sich die Drehachse neigt. Dann entspricht der Zunahme der Neigung der Achse nur eine gleichförmige Geschwindigkeit senkrecht zur Bahnebene.

## Belege
1. ↑  Jerrold E. Marsden, Tudor S. Ratiu: Introduction to Mechanics and Symmetry: A Basic Exposition of Classical Mechanical Systems. Springer, 1999, ISBN 0-387-98643-X, S. 251 (google.de).
2. ↑  Lanczos: The variational principles of mechanics. University of Toronto Press 1949, S. 103: “This third apparent force has no universally accepted name. The author likes to call it the ‘Euler force’ in view of the outstanding investigations of Euler in this subject.”
3. ↑  Ralf Greve: Kontinuumsmechanik. Gabler Wissenschaftsverlage, 2003, ISBN 978-3-540-00760-9, S. 36 (google.de [abgerufen am 11. Mai 2012]).
4. ↑  David Morin: Introduction to Classical Mechanics. With Problems and Solutions. Cambridge University Press, 2008, ISBN 0-521-87622-2, S. 469 (google.de).
5. ↑  Grant R. Fowles, George L. Cassiday: Analytical Mechanics. 6. Auflage. Harcourt College Publishers, 1999, S. 178.
6. ↑  Anmerkung: Man beachte, dass die analog gebildete Coriolisbeschleunigung in Physik und Technischer Mechanik mit entgegengesetzten Vorzeichen definiert wird.
7. ↑  Richard H. Battin: An Introduction to the Mathematics and Methods of Astrodynamics. American Institute of Aeronautics and Astronautics, Reston, VA 1999, ISBN 1-56347-342-9, S. 102 (google.de).